# Jimena Eme Vázquez
Jimena Eme Vázquez (Ciudad de México, 1991) es una dramaturga y directora de teatro mexicana. Es Premio Dramaturgia Joven Vicente Leñero y Premio Independiente de Joven Dramaturgia.

## Trayectoria
Estudió Literatura Dramática y Teatro en la Universidad Nacional Autónoma de México. Desde 2017 coordina el grupo de adolescentes en la Escuela de Niños Escritores. Fue seleccionada para el Festival de la Joven Dramaturgia de Querétaro, en tres ocasiones.
Participó como dramaturga en The 24 hours play México en la edición de 2017.
Sus textos fueron seleccionados para integrar el espectáculo Cuentos Antinavideños  en el Teatro la Capilla.
En 2019 se integró a la compañía Caracola Producciones. Fue dramaturga seleccionada para el Jam de dramaturgia, trapos y trastos de Teatro UNAM.
Es la creadora de los Jimenitos Aguords.

### Obra
- Me sale bien estar triste. Autora y directora de la obra, la cual está diseñada para presentarse en cafeterías.
- No todas viven en Salem
- Departamento 4B y MW, la vaca que baila tap, proyectos de teatro grabado realizado para Teatro UNAM
- Realizó la adaptación para teatro de Un beso en la frente, de Esther B. del Brío, la cual fue dirigida por Isabel Toledo y producida por Teatro UNAM y Universo de Letras.
- Piel de mariposa
- Now playing
- Hambre
- No queda más remedio que explotar
- Tus 4/Mis 11
- Aquello que parecemos
- La gira del Machu Picchu (novela).[9][10][11]

Algunos de sus textos han sido publicados en antologías como Nada: treinta textos sobre albercas, agua, mar y un dibujo que escolta a casa a un nadador; Antología de letras, dramaturgia, guion cinematográfico y lenguas indígenas: generación 2017-2018; Poéticas jóvenes I: antología.

## Reconocimientos
- Obtuvo la beca Jóvenes Creadores del FONCA 2017-2018
- Primer Premio de Dramaturgia Joven Vicente Leñero 2015 por Antes
- Premio Independiente de Joven Dramaturgia 2016 por Aquello
- Ganó el Concurso de Tesis, Ensayo y Cuento del IEDF en 2009
- Ganadora del concurso Cuenta Conmigo, del CONAFE en 2011.[13][1][14][15]